# Доназар Калвет, Раул
Раул Доназар Калвет (порт.-браз. Raul Donazar Calvet; 3 ноября 1934, Баже — 29 марта 2008, Порту-Алегри) — бразильский футболист, защитник.

## Карьера
Калвет начал свою карьеру в клубе «Гуарани» из родного города Баже, где играл в полузащите. В декабре 1956 года игрок перешёл в клуб «Гремио». 23 ноября 1955 года он дебютировал в составе команды в матче с «Васко да Гамой» (2:0). Первоначально футболист играл в полузащите и помог ей выиграть титул чемпиона штата. Игра в обороне Калвета совсем не устраивала. Футболист даже возвратился в Баже, где сыграл два сезона. И только в конце 1958 года после уговоров руководства «Гремио», пообещавшего, что Калвет теперь будет играть лишь в обороне, вернулся в клуб. Он действительно был переведён в оборону команды, с которой выиграл ещё один титул чемпиона штата. Последний матч за клуб футболист сыграл 5 января 1960 года с «Интернасьоналом» (2:3). Всего за «Гремио» Калвет провёл 67 матчей (47 побед, 10 ничьих и 10 поражений) и забил три гола.
В начале 1960 года Калвет перешёл в «Сантос». Там Калвет составил центр обороны команды вместе с Мауро Рамосом. 18 февраля он дебютировал в составе команды в матче с «Спортингом Кристал» (3:3); по другим данным дебют состоялся 12 февраля в матче с тем же клубом, который завершился победой «Пейше» 2:1. 31 марта он сыграл свой первый официальный матч против «Коринтианса» на турнире Рио-Сан-Паулу (1:2). Он выиграл с командой четыре чемпионата штата Сан-Паулу, четыре Чаши Бразилии, два Кубка Либертадорес и два Межконтинентальных кубка, а также турнир Рио-Сан-Паулу. В 1963 году Калвет во время тренировки получил разрыв ахиллова сухожилия. Врачи поставили диагноз выздоровления в один год. Случилась задержка в выздоровлении и защитник на свой страх и риск попытался вернуться на поле, чем усугубил своё повреждение. В результате, в конце 1965 года Калвет принял решение о завершении карьеры. 19 сентября 1965 года он провёл последний матч в клубе, в котором тот проиграл «Палмейрасу» со счётом 0:1. Всего за «Сантос» защитник сыграл 217 матчей и забил один гол.
В составе сборной Бразилии Калвет дебютировал 6 марта 1960 года на Панамериканских играх с командой Мексики. На турнире игрок сыграл все 6 игр, а его команда заняла второе место. В 1961 году игрок проведя все встречи в розыгрышах Кубка Освалдо Круза и Кубка Бернардо О’Хиггинса. В 1962 году игрок был одним из кандидатов на поездку национальной команды на чемпионат мира. Но главный тренер сборной Айморе Морейра не взял защитника в состав, сказав, что в национальной команде и так слишком много игроков «Сантоса». В результате вместо него на турнир поехал Журандир. Последний матч за сборную страны Калвет сыграл 6 мая 1962 года с Португалией. Всего за национальную команду защитник сыграл 11 матчей.
После завершения карьеры футболиста, Калвет возвратился в Баже. Там он владел транспортной компанией, а также занимал пост президента «Гуарани». Одновременно игрок подрабатывал «скаутом» «Сантоса» в штате Риу-Гранди-ду-Сул. Он умер 29 марта 2008 года в больнице Санта-Рита в Порту-Алегри из-за пневомнии, ставшей последствием рака пищевода.

## Международная статистика
| Матчи Калвета за сборную Бразилии | Матчи Калвета за сборную Бразилии | Матчи Калвета за сборную Бразилии | Матчи Калвета за сборную Бразилии | Матчи Калвета за сборную Бразилии | Матчи Калвета за сборную Бразилии | Матчи Калвета за сборную Бразилии |
| --------------------------------- | --------------------------------- | --------------------------------- | --------------------------------- | --------------------------------- | --------------------------------- | --------------------------------- |
| №                                 | Дата                              | Место проведения                  | Оппонент                          | Счёт                              | Голы                              | Турнир                            |
| 1                                 | 6 марта 1960                      | Сан-Хосе                          | Мексика                           | 2:2                               | —                                 | Панамериканские игры              |
| 2                                 | 10 марта 1960                     | Сан-Хосе                          | Коста-Рика                        | 0:3                               | —                                 | Панамериканские игры              |
| 3                                 | 13 марта 1960                     | Сан-Хосе                          | Аргентина                         | 1:2                               | —                                 | Панамериканские игры              |
| 4                                 | 15 марта 1960                     | Сан-Хосе                          | Мексика                           | 2:1                               | —                                 | Панамериканские игры              |
| 5                                 | 17 марта 1960                     | Сан-Хосе                          | Коста-Рика                        | 4:0                               | —                                 | Панамериканские игры              |
| 6                                 | 20 марта 1960                     | Сан-Хосе                          | Аргентина                         | 1:0                               | —                                 | Панамериканские игры              |
| 7                                 | 30 апреля 1961                    | Асунсьон                          | Парагвай                          | 2:0                               | —                                 | Кубок Освалдо Круза               |
| 8                                 | 3 мая 1961                        | Асунсьон                          | Парагвай                          | 3:2                               | —                                 | Кубок Освалдо Круза               |
| 9                                 | 7 мая 1961                        | Сантьяго                          | Чили                              | 2:1                               | —                                 | Кубок Бернардо О’Хиггинса         |
| 10                                | 11 мая 1961                       | Сантьяго                          | Чили                              | 1:0                               | —                                 | Кубок Бернардо О’Хиггинса         |
| 11                                | 6 мая 1962                        | Сан-Паулу                         | Португалия                        | 2:1                               | -                                 | Товарищеский матч                 |

## Достижения
- Чемпион штата Риу-Гранди-ду-Сул: 1956, 1959
- Чемпион штата Сан-Паулу: 1960, 1961, 1962, 1964
- Обладатель Кубка Освалдо Круза: 1961
- Обладатель Кубка О’Хиггинса: 1961
- Обладатель Чаши Бразилии: 1961, 1962, 1963, 1964
- Обладатель Кубка Либертадорес: 1962, 1963
- Обладатель Межконтинентального кубка: 1962, 1963
- Победитель турнира Рио-Сан-Паулу: 1963